# Ron Kiefel
Ronald Alexander "Ron" Kiefel (nascido em 11 de abril de 1960) é um ex-ciclista norte-americano que competiu no ciclismo nos Jogos Olímpicos de Verão de 1984, representando os Estados Unidos. Lá, ele ganhou a medalha de bronze no contrarrelógio por equipes.